# Nacional Fast Clube
El Nacional Fast Clube, també anomenat Fast o Fast Clube, és un club de futbol brasiler de la ciutat de Manaus a l'estat d'Amazones.

## Història
El club va ser fundat el 8 de juliol de 1930, per membres del Nacional Futebol Clube que se separaren del club. Vivaldo Lima, antic president del Nacional FC, fou un dels fundadors.
El 1948 Fast guanyà el seu primer títol, del Campionat amazonense, repetint l'any següent. El 1970 guanyà el seu primer títol interestatal, la Copa Norte-Nordeste Zona Nord, acabant per davant del Tuna Luso de Pará. El 1977 participà en el Campeonato Brasileiro Série A.

## Palmarès
- Copa Norte-Nordeste Zona Nord: 
  - 1970
- Campionat amazonense:
  - 1948, 1949, 1955, 1960, 1970, 1971
- Torneio Início do Campionat amazonense: 
  - 1957, 1972, 1985, 1994

## Estadi
L'estadi del Fast és l'estadi Ismael Benigno, inaugurat el 1961, amb una capacitat de 16.000 espectadors.
El 2002, el Fast jugà a la ciutat de Tefé.
El 2006, el club disputà els seus partits com a local a l'Estadi Floro de Mendonça, de la ciutat d'Itacoatiara. La capacitat de l'estadi és de 8.000 persones.
Els camps d'entrenament del club són Campo do Formigão a Manaus, i Estádio Benvindo Siqueira a Tefé.